# Víctor Monge
Víctor Eduardo Monge Rojas (Cartago; 30 de octubre de 1954) es un exfutbolista costarricense que jugaba como guardameta.

## Trayectoria
Debutó con el club de su ciudad Cartaginés el 24 de junio de 1973, en el Estadio de Cartago en un empate 1-1 contra Limonense. También estuvo con Alajuelense (1978-1979), Herediano (1983), Limonense (1984) y Saprissa (1987-1988).

## Selección nacional
Disputó diez partidos con la selección de Costa Rica, entre 1975 y 1980, haciendo su debut en la Copa Ciudad de México 1975.

### Participaciones en clasificatorias
| Clasif.              | Sede   | Resultado | Part. |
| -------------------- | ------ | --------- | ----- |
| Clasif. Mundial 1978 | Varias | Eliminado | 2     |
| Clasif. Mundial 1982 | Varias | Eliminado | 5     |

## Clubes
| Club               | País       | Año       |
| ------------------ | ---------- | --------- |
| C. S. Cartaginés   | Costa Rica | 1973-1978 |
| L. D. Alajuelense  | Costa Rica | 1978-1979 |
| C. S. Cartaginés   | Costa Rica | 1979-1982 |
| C. S. Herediano    | Costa Rica | 1983      |
| A. D. Limonense    | Costa Rica | 1984      |
| C. S. Cartaginés   | Costa Rica | 1985-1987 |
| Deportivo Saprissa | Costa Rica | 1987-1988 |